# Upemba
Jezioro Upemba (fr. Lac Upemba) – jezioro w południowo-wschodniej Demokratycznej Republice Konga (prowincja Górne Lomami) w pobliżu miasta Bukama. Zajmuje obszar 530 km². Wraz z sąsiednim jeziorem Kisale tworzy część biegu Lualaby (górnego odcinka rzeki Kongo).
Jezioro znajduje się na terenie Parku Narodowego Upemba w obszarze Kotliny Kamalondo.